# Amerikanisches Generalkonsulat in München

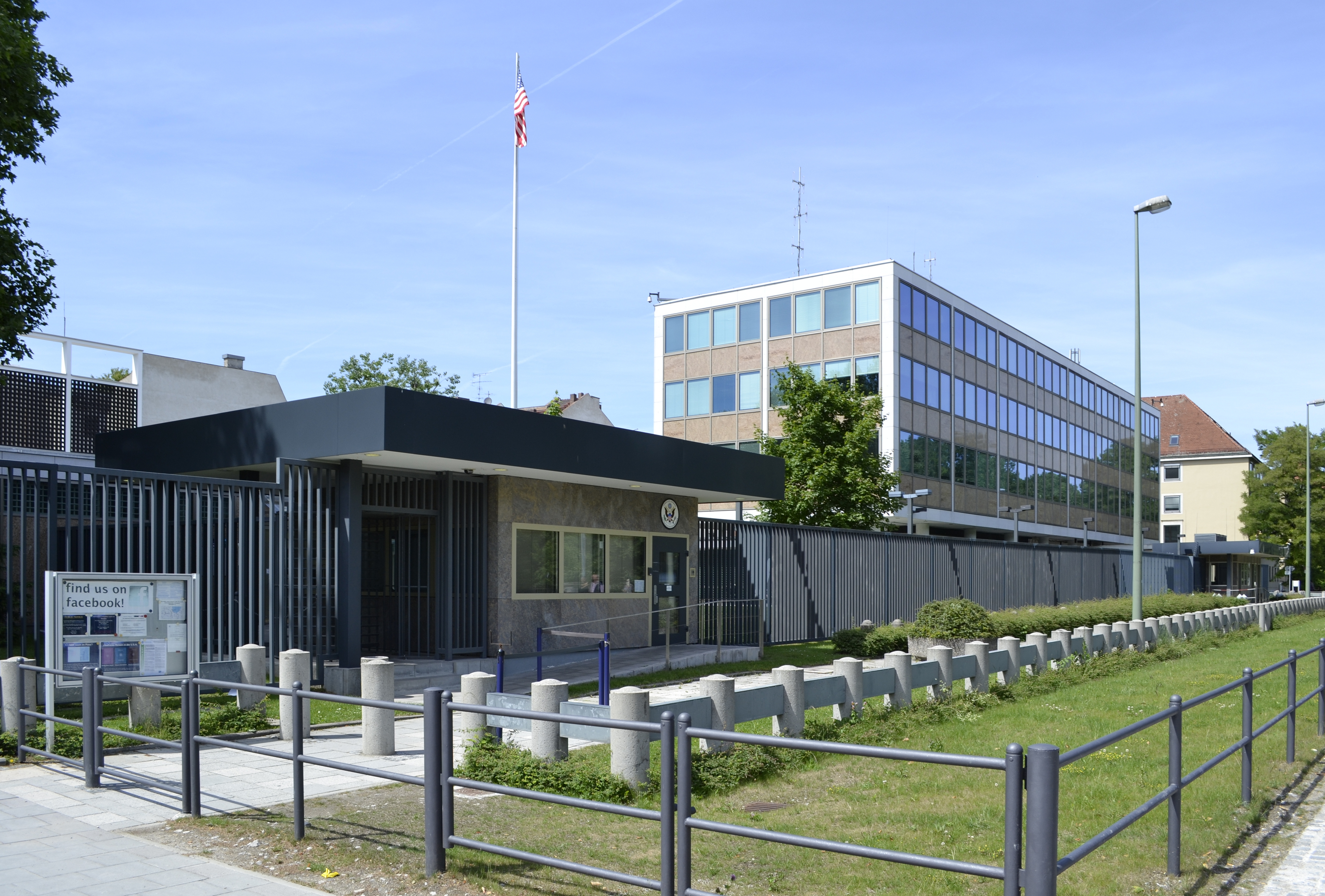
Amerikanisches Generalkonsulat in München

Das US-amerikanische Generalkonsulat in München befindet sich in der Königinstraße 5. Architekt des in den 1950er Jahren entstandenen Baus ist Sep Ruf.

## Allgemeines
Das Generalkonsulat vertritt die Interessen der Vereinigten Staaten von Amerika in Bayern und bietet seine Dienste allen in Bayern lebenden US-Amerikanern an. Der Schwerpunkt liegt auf der Intensivierung und Ausweitung der bayerisch-amerikanischen Beziehungen. Neben dem Generalkonsul als Leiter der gesamten Behörde, umfasst das Generalkonsulat München Abteilungen 
- des US-Außenhandelsdienstes
- für Politik, Wirtschaft und Umwelt
- für Öffentlichkeitsarbeit
- für konsularische Dienste (welche für die in Bayern lebenden US-amerikanischen Staatsbürger sowie Nicht-Einwanderungs-Visa zuständig ist)
- sowie für Verwaltungsangelegenheiten.

Das Generalkonsulat ist sowohl an US-amerikanischen als auch an deutschen bzw. bayerischen Feiertagen geschlossen.

## Gebäude und Vorgängerbau
Das Generalkonsulat München ist der drittgrößte diplomatische Standort der Vereinigten Staaten in Deutschland. Das Gebäude ist das letzte unter den in den 1950er Jahren in Deutschland erbauten US-Konsulaten, welches noch in Betrieb ist. Ursprünglich sollte es wie alle diese Konsulate nach Plänen des Architekturbüros Skidmore, Owings and Merrill (SOM) entsprechend einer für ganz Deutschland normierten Bauform errichtet werden, jedoch lehnte der Münchner Stadtrat die Pläne ab. Der bayerische Architekt Sep Ruf wurde hinzugezogen und überarbeitete die Pläne mehrmals. Schließlich reichte er einen völlig eigenständigen, modernen Entwurf ein, welcher angenommen wurde. Das Gebäude wurde von 1957 bis 1959 errichtet und ist mittlerweile als Kulturdenkmal anerkannt. Bis zu einem Bombenangriff im April 1944 stand hier das von August Endell gestaltete Gebäude des Atelier Elvira der Fotografinnen Sophia Goudstikker und Anita Augspurg. Nach Kriegsende erwarb der Freistaat Bayern das Grundstück und überließ es den USA.